# Transformée de Stieltjes
En mathématiques, la transformée de Stieltjes d'une mesure à densité ρ sur un intervalle I est une fonction de la variable complexe z, définie à l'extérieur de cet intervalle par la formule : 
Sous certaines conditions on peut reconstituer la densité d'origine à partir de sa transformée grâce à la formule d'inversion de Stieltjes-Perron. Par exemple, si la densité ρ est continue sur I, on aura à l'intérieur de cet intervalle : 
{\displaystyle \rho \left(x\right)=\lim _{\varepsilon \to 0^{+}}\,{\frac {S_{\rho }\left(x-{\rm {i}}\varepsilon \right)-S_{\rho }\left(x+{\rm {i}}\varepsilon \right)}{2{\rm {i}}\pi }}.}

## Relations avec les moments de la mesure
Si la mesure de densité ρ a des moments de tout ordre définis pour chaque entier naturel n par l'égalité : 
{\displaystyle c_{n}=\int _{I}t^{n}\rho \left(t\right)\,\mathrm {d} t,}
alors la transformée de Stieltjes de ρ admet pour tout entier le développement asymptotique au voisinage de l'infini :
{\displaystyle S_{\rho }\left(z\right)=\sum _{k=0}^{n}{\frac {c_{k}}{z^{k+1}}}+o\left({\frac {1}{z^{n+1}}}\right).}
Sous certaines conditions on obtient le développement en série de Laurent :
{\displaystyle S_{\rho }\left(z\right)=\sum _{n=0}^{\infty }{\frac {c_{n}}{z^{n+1}}}.}

## Relations avec lespolynômes orthogonaux
La correspondance {\displaystyle (f,g)\mapsto \int _{I}f(t)g(t)\mathrm {d} t} définit un produit scalaire sur l'espace des fonctions à valeurs réelles continues sur I.
On note (Pn) la suite de polynômes, orthonormale pour ce produit scalaire, avec Pn de degré n pour tout entier, qui vérifie une relation de récurrence à trois termes successifs :
{\displaystyle \forall n\in \mathbb {N} ^{*},\ P_{n+1}(x)=(a_{n}x+b_{n})P_{n}(x)+c_{n}P_{n-1}(x).}
on peut en déduire facilement un développement en fraction continue généralisée de la transformée de Stieltjes en question dont les réduites successives sont les fractions Fn(z),:
{\displaystyle S_{\rho }(z)={\frac {a_{0}}{a_{0}z+b_{0}+{\dfrac {c_{1}}{a_{1}z+b_{1}+{\dfrac {c_{2}}{a_{2}z+b_{2}+{\frac {c_{3}}{\ldots }}}}}}}}}
On associe à la suite des polynômes secondaires définis par la relation :
{\displaystyle Q_{n}(x)=\int _{I}{\frac {P_{n}(t)-P_{n}(x)}{t-x}}\rho (t)\,\mathrm {d} t.}
On montre alors que la fraction rationnelle {\displaystyle F_{n}(z)={\frac {Q_{n}(z)}{P_{n}(z)}}} est un approximant de Padé de Sρ(z) au voisinage de l'infini, au sens où
{\displaystyle S_{\rho }(z)-{\frac {Q_{n}(z)}{P_{n}(z)}}=O\left({\frac {1}{z^{2n}}}\right).}
La transformée de Stieltjes se révèle également un outil précieux pour construire à partir de ρ une mesure effective rendant les polynômes secondaires orthogonaux.